# Yeongdong

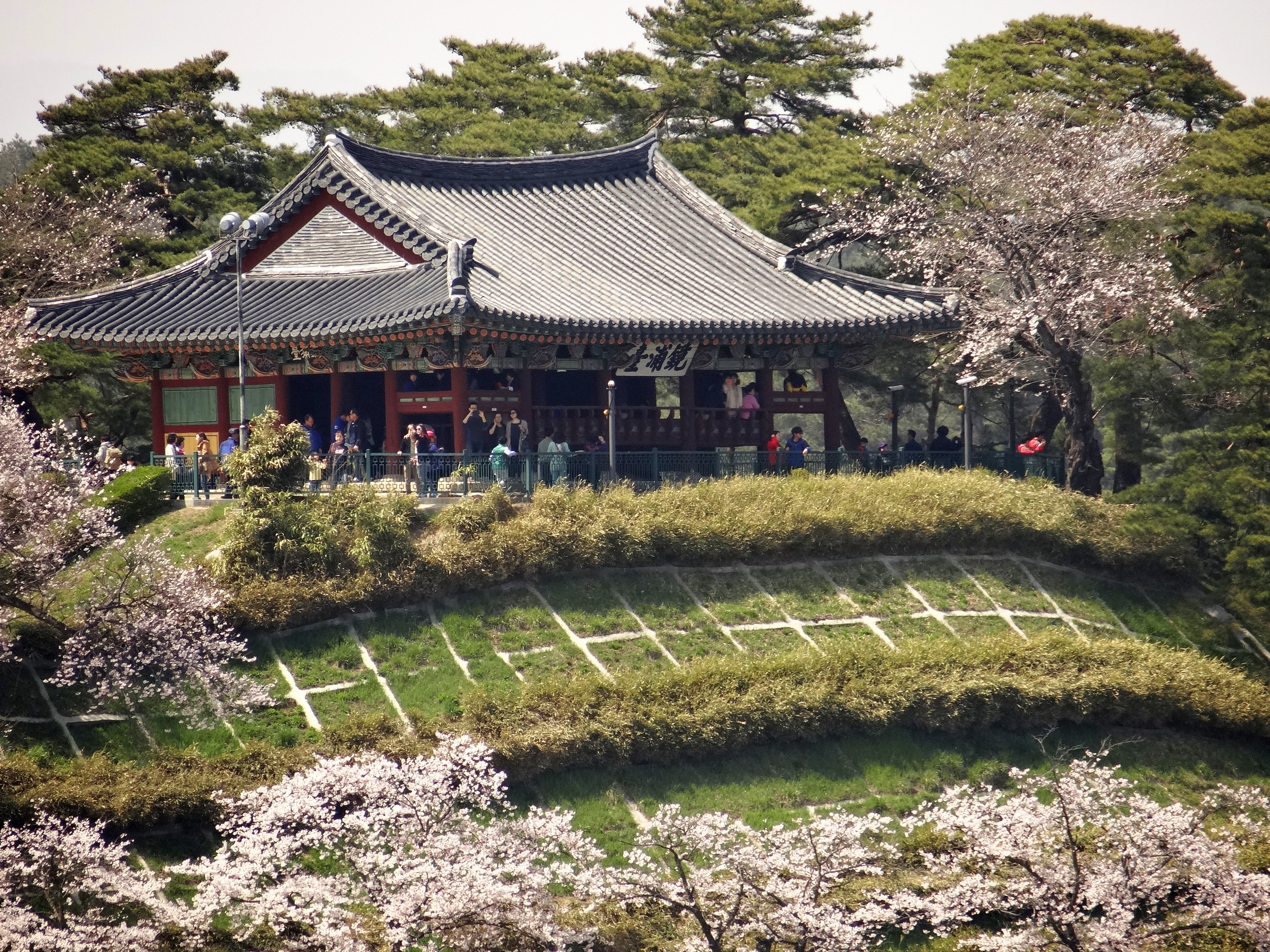
Gyeongpodae en la ciudad de Gangneung, que es la ciudad más grande de la región de Yeongdong.

Yeongdong (pronunciación en coreano: /jʌŋ.doŋ/, pronunciación en coreano: /ɾjɔŋ.dɤŋ/, literalmente "al este de los pasos") es la región costera oriental de la provincia de Gangwon, Corea del Sur y la provincia de Kangwŏn, Corea del Norte. Está separado de la región interior de Yeongseo por las montañas Taebaek.
Aunque Yeongseo describe la mitad occidental de las dos provincias y Gwandong describe ambas mitades juntas, "Yeongdong" se usa con mucha más frecuencia en Corea del Sur que cualquiera de los otros dos nombres, y puede tomarse libremente para referirse a toda la región.
El nombre de la región se presta a la Línea Ferroviaria Yeongdong y la Autopista Yeongdong, que son importantes corredores de transporte que conectan Seúl con Gangwon.